# Костел Пресвятої Трійці (Ружани)
52°52′01″ пн. ш. 24°53′29″ сх. д. / 52.866944444444° пн. ш. 24.891388888889° сх. д.
Костел Пресвятої Трійці (біл. Касьцё́л Найсьвяце́йшай Тро́йцы) — католицький храм у Ружанах Пінської єпархії, збудований на початку XVII століття за підтримки Лева Сапеги.

## Історія
У 1596 році Лев Сапега разом з дружиною Олександрою з Тишкевичів заснував у Ружанах дерев'яну церкву на честь Святої Трійці. У 1615–1617 роках церква була перебудована на кам'яну, потім неодноразово реконструювалася та ремонтувалася. У 1768 і 1787 роках до церкви були добудовані дві каплиці: святого Хреста та святої Варвари. У 1780-х храм був перебудований за проектом запрошеного з Саксонії архітектора Яна Самуеля Бекера, набувши рис «барокового класицизму». У 1850 і 1891 роках проводилися ремонти. У радянські часи церковне служіння у храмі не припинялося.

## Архітектура
Однонефовий храм з напівкруглою апсидою і чотириярусною вежею при вході. Нижній ярус вежі — восьмикутник з чвертями, решта восьмигранні, тонші догори, покриті крутим шатром. Яруси розділені профільованими карнизами, декоровані плоскими нішами і наскрізними арковими прорізами.
Масивна сцена нефу знадвору зміцнена контрфорсам, а по боках нефу знаходяться каплиці. Нев перекритий циліндричним склепінням з розпалубками, каплиці і сакристії — хрестовими склепіннями, апсида — конховими з підпружними арками.
Над входом у середину храму розміщені хори. В апсиді головний вівтар, на якому яскраво виражене зображення Святої Трійці. Вівтарна картина, оформлена чотириколіним архітектурним портом зі штучного мармуру, зображує Христове Розп'яття, над ним — Всевидяче око Бога-Батька, у кінці апсиди — фрескове зображення Святого Духа у вигляді голуба. Розкраплений променевий франтон прикрашають скульптури ангелів і герб Сапегів. З обох сторін від підступів — дерев'яні поліхромні зображення апостолів Петра і Павла.
Інтер'єр храму багато прикрашений архітектурною пластикою, скульптурою і живописом. Склепіння прикрашенні сюжетними та декоративними композиціями на євангельські теми. Пресвітер від нефа відділяють ковані ґрати, привезені з колишнього костелу в Юдиновичах. Крім вигинів, волютів і квітів, її композиція містить також монограму фундатора костелу Льва Сапеги.